# Ækvivalent luft dybde
Ækvivalent luft dybde er et begreb der bruges inden for dykning med nitrox og trimix. Ækvivalent luft dybde kendes også under navnene ækvivalent nitrogen dybde og ækvivalent narkotisk dybde. Ækvivalent luft dybde forkortes til ÆLD eller EAD efter det engelske "equivalent air depth".
ÆLD er et udtryk for den narkotiske effekt (nitrogennarkose)man bliver påvirket af ved dykning med kvælstofholdig gas. Ved at anvende en gas med reduceret kvælstofindhold (nitrox eller trimix) vil man opnå en mindre påvirkning af nitrogennarkose end hvis man havde anvendt atmosfærisk luft som åndemiddel på det pågældende dyk.
{\displaystyle EAD={({{\frac {FN_{2}*{({\frac {D}{10}}+1)}}{0,79}}-1})*10}}
Hvor
- EAD er den ækvivalente luft dybde i meter.
- FN2 er kvælstof indholdet (0,XY)
- D er dykkedybden i meter

Ved et trimix dyk til 45 meter med trimix 21/35 (21 % ilt, 35 % helium og 44 % kvælstof) er den ækvivalente luft dybde:
{\displaystyle EAD={({{\frac {0,44*{({\frac {45}{10}}+1)}}{0,79}}-1})*10}=20,6[m]}
Det vil sige at en dykker der er på 45 meter og indånder trimix 21/35 er lige så påvirket af nitrogennarkose som en dykker der indånder atmosfærisk luft på 20,6 meter.

## Specielt ved nitroxdykning
Den ækvivalente luft dybde er specielt velegnet til nitroxdykning. Her er det muligt at regne sin ÆLD ud og så dykke efter en luft dykketebel/dekompressionstabel. 
Hvis man dykker med en nitrox32 (EAN32) på 29 meters dybde så har man en ÆLD på 24 meter, derfor kan man dykke efter en luft dykketabel/dekompressionstabel på 24 meter.